# Rika Pot
H.K. (Rika) Pot (Nieuwe Pekela, 22 maart 1950) is een Nederlands bestuurder en politicus. Ze is lid van de PvdA.

## Leven en werk
Pot begon haar politieke loopbaan in 1990 als wethouder in Marum. In 1999 werd zij directeur van de Schoolbegeleidingsdienst van de provincie Drenthe. Dit bleef zij tot 2002, toen zij burgemeester werd van Ten Boer. 
Toen Emme Groot het burgemeesterschap van Appingedam verruilde voor dat van Delfzijl, werd Rika Pot per 1 september 2008 als waarnemend burgemeester aangesteld in Appingedam. Een half jaar later is zij definitief geïnstalleerd als  burgemeester van deze gemeente. In Ten Boer is zij opgevolgd door André van de Nadort.
Zoals Pot eind 2016 had aangekondigd, is ze per 1 maart 2017 gestopt. Per 1 april 2017 is Anno Wietze Hiemstra benoemd tot waarnemend burgemeester van Appingedam. Per 25 juni 2018 volgde haar benoeming tot waarnemend burgemeester van Oldambt. Begin november 2018 heeft de gemeenteraad Cora-Yfke Sikkema voorgedragen als nieuwe burgemeester. Eind november 2018 werd Sikkema benoemd en de benoeming ging in op 29 januari 2019.
Pot vervult diverse nevenfuncties; zij is lid van de adviesraad van CMO STAMM, voorzitter van Stichting Struikelstenen Appingedam, voorzitter van Humanitas district Noord en voorzitter van Stichting Museum Wierdenland.